# Statuto di Winchester
Lo statuto di Winchester  (13 Edward I, St. 2; nel francese giuridico antico: Statutum Wynton, conosciuto anche come Statute of Winton), era un atto normativo vigente nel Regno d'Inghilterra emanato da Edoardo I d'Inghilterra nel 1285.
Con esso si riformò il sistema di vigilanza e allarme "Watch and Ward", i guardiani dell'Assize of Arms del 1252, e fece rivivere la giurisdizione dei tribunali locali. Il giorno 8 ottobre 1285 ricevette l'assenso reale.
È stata la legislazione primaria emanata per regolamentare la "polizia" del paese nel periodo tra la conquista normanna dell'Inghilterra ed il Metropolitan Police Act 1829. Degno di nota era inoltre la disposizione che "tutta la Centena ... deve rispondere" per qualsiasi furto o rapina; in effetti una forma di punizione collettiva.

## Capitoli
Lo Statuto di Winchester era composto da 6 capitoli:
| Capitolo | Titolo |
| -------- | --- |
| 1        | Fresh Suit shall be made after Felons and Robbers from Town to Town, &c. Una nuova petizione può essere fatta dopo che i criminali e i rapinatori sono andati da una città a un'altra città, ...                                             |
| 2        | Inquiry of Felons and Robbers, and the County shall answer if they be not taken. Indagine su criminali e ladri, e la contea deve rispondere se non sono catturati.                                                                           |
| 3        | This Act shall be respited until Easter next. Deve essere rinviata l'esecuzione di questo Atto sino alla prossima Pasqua. |
| 4        | At what Times the Gates of great Towns shall be shut, and when the Night Watch shall begin and end. In quale momento le Porte delle grandi città si chiuderanno, e quando la guardia notturna ha inizio e fine.                              |
| 5        | Breadth of Highways leading from one Market-Town to another. Ampiezza delle strade principali che conducono da una cinta muraria della città a un'altra.                                                                                     |
| 6        | That View of Arms be made. Hue and cry shall be followed. Fairs or Markets shall not be kept in Church-yards. Sono disposte queste regole per le Armi. Hue and Cry possono essere eseguiti. Fiere o mercati non siano tenuti nei Camposanti. |